# Bản ghi nhớ Zilch

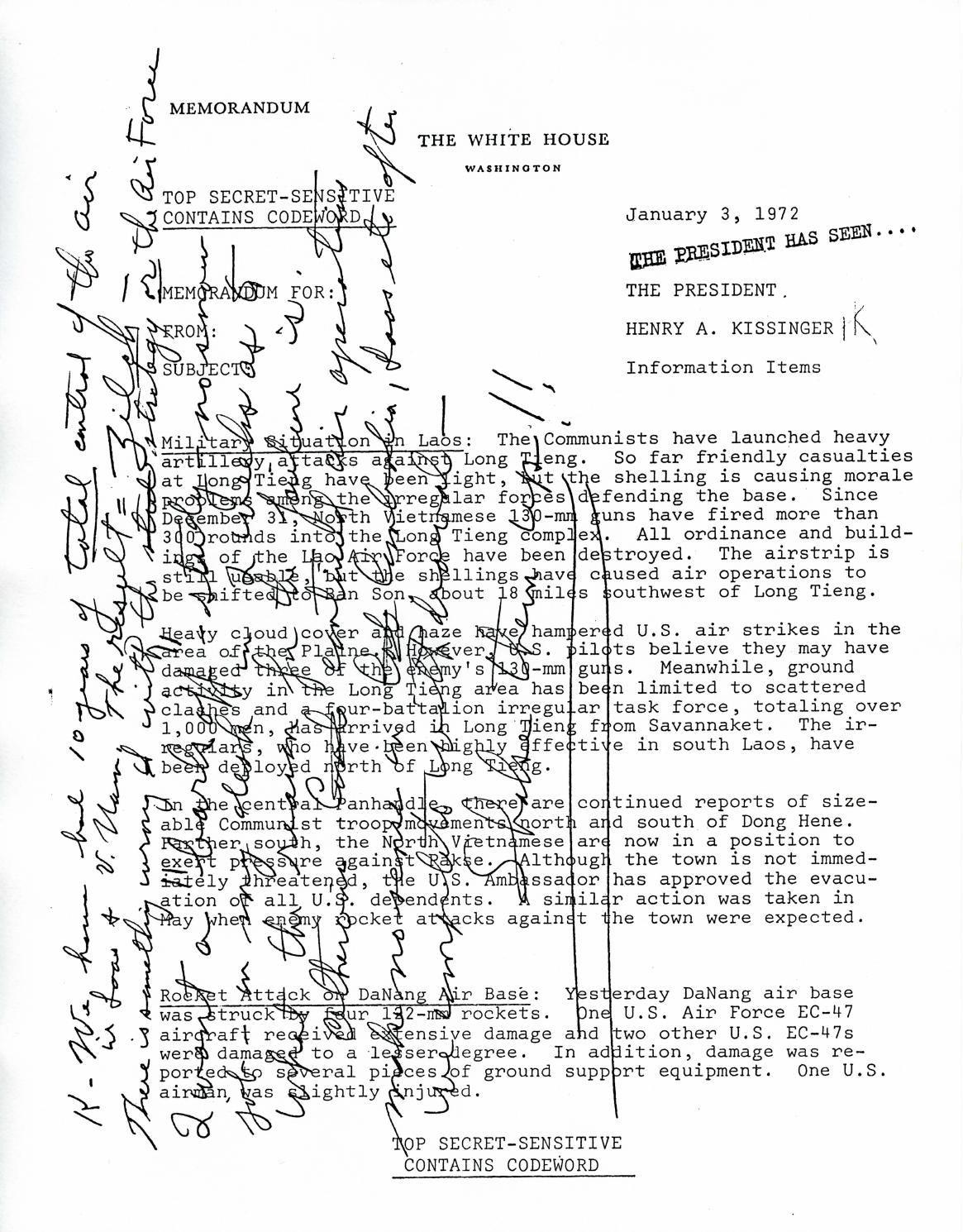
Ảnh chụp bản ghi nhớ "zilch".

Bản ghi nhớ Zilch (tiếng Anh: Zilch memo) là một tài liệu mật dài một trang của chính phủ Mỹ do Cố vấn An ninh Quốc gia Henry Kissinger gửi cho Tổng thống Richard Nixon vào ngày 3 tháng 1 năm 1972, bàn về tình hình quân sự tại Lào trong chiến tranh Việt Nam.
Trong bản ghi nhớ, bằng chữ viết tay của chính mình, Nixon mô tả chiến dịch ném bom kéo dài hàng thập kỷ của Hoa Kỳ ở Đông Nam Á là một "thất bại", đạt được "zilch", bất chấp những bình luận trái ngược của công chúng. Chỉ một ngày trước đó, ngày 2 tháng 1, Nixon nói với phóng viên Dan Rather của đài CBS News trong một cuộc phỏng vấn rằng lần đánh bom này tỏ ra "rất, rất hiệu quả".
Từng bị thất lạc khỏi Thư viện Richard Nixon, phóng viên Bob Woodward của tờ Washington Post đã phát hiện ra bản ghi nhớ này thuộc quyền sở hữu của Alexander Butterfield, cựu Phó Trợ lý cho Tổng thống Nixon từ năm 1969 đến năm 1973, mà về sau được Bob Woodward cho công bố trong cuốn sách của mình ra mắt năm 2015 có nhan đề The Last of the President's Men.
Bất chấp đánh giá riêng của Nixon rằng lần ném bom này là một "thất bại", Mỹ vẫn tăng cường ném bom ở Đông Nam Á vào năm 1972.